# Na'ila bint al-Furafisa
Nāʾila bint al-Furāfiṣun (en árabe: نائلة بنت الفرافصة‎) fue una esposa de Uthman, el tercer Califa del Imperio islámico. Nació en una familia cristiana de Kufa pero fue convertida al Islam por Aisha. En 28 AH (649 d. C.), se casó con Uthman, quien había asumido el gobierno del califato en 644. 
En 656, después de un creciente descontento hacia su gobierno, los rebeldes sitiaron la casa de Uthman en Medina. Ali Ibn Abi Tálib había rescatado a Uthman de una situación similar anterior con la promesa de que atendería las quejas públicas. Marwan ibn Al Hakam, sin embargo manipuló la situación e impidió que Uthman corrigiera las faltas. El califa, de aproximadamente 80 años, pidió ayuda a sus gobernadores pero ninguna ayuda llegó a tiempo. Después de 49 días, los rebeldes lograron entrar en la casa trepando por la parte trasera con la intención de matar a Uthman. Naila intentó salvar a su marido, pero al levantar la mano izquierda para detener una espada dirigida a él, solo logró que le cortaran los dedos. Uthman fue martirizado cuando leía el Corán, presuntamente mientras estaba leyendo el verso (2:137) "Y Alá bastará para defenderte contra ellos. Él es Oyente, él es Conocedor." Cuando se disponían a decapitarlo, sus esposas Naila y Umm al-Banim, se pusieron ante el cuerpo gritando, golpeando y arañando a los intrusos que, disuadidos, se limitaron a saquear la casa, llevándose hasta sus velos, antes de salir por donde entraron mientras el ruido alertaba demasiado tarde a los guardias de la entrada principal.
Tras la muerte de Uthman, ella permaneció viuda y no volvió a casarse. Muawiya le pidió dos veces matrimonio (entre los árabes era común casarse con viudas). La primera vez lo rechazó verbalmente, la segunda fue por carta e incluía sus dos incisivos superiores que se había arrancado deliberadamente para indicar que ya no era hermosa y que Muawiya no debía pedírselo de nuevo.